# NoFap
NoFap est un site web et un forum communautaire qui sert de groupe de parole pour ceux qui souhaitent renoncer à la pornographie et à la masturbation,,. Son nom vient du terme argotique fap, qui fait référence à la masturbation masculine. 
Les raisons de cet évitement varient selon les individus et peuvent inclure des raisons religieuses et morales, l'amélioration de soi et des croyances physiques qui ne sont pas soutenues par la médecine conventionnelle. 
Les opinions et les efforts du groupe pour lutter contre la dépendance à la pornographie ont été critiqués comme étant simplistes, dépassés et incorrects par les neuroscientifiques, les psychologues et d'autres professionnels de la médecine,,,. La « science » citée sur la NoFap viendrait de l'activiste anti-pornographie Gary Wilson, « un homme de l'Oregon sans formation ni expérience scientifique, qui a fait carrière dans le colportage de pseudo-sciences ».  La communauté NoFap est également critiquée pour ses propos sexistes et homophobes. 

## No Nut November
No Nut November est un défi Internet qui tourne autour de l'abstinence, dans lequel les participants s'abstiennent de se masturber ou d'avoir un orgasme pendant le mois de novembre. Bien que No Nut November ait été initialement conçu comme une satire, certains participants affirment que s'abstenir d'éjaculer et de regarder de la pornographie a des effets bénéfiques sur la santé,. Une entrée de l'Urban Dictionary pour No Nut November a été publiée en 2011 et, en 2017, le mouvement a commencé à gagner en popularité sur les réseaux sociaux. Il est associé à la communauté NoFap sur Reddit, qui encourage ses membres à ne pas se masturber. La communauté Reddit /r/NoNutNovember est passée de 16 500 abonnés en novembre 2018 à 52 000 abonnés en novembre 2019 et à 85 300 en novembre 2020 puis à 134 700 en novembre 2022.
Après que certaines personnalités publiques, comme Paul Joseph Watson, aient fait la promotion de la campagne, EJ Dickson du magazine Rolling Stone a laissé entendre que le mouvement avait été coopté par l'extrême droite. Vice Media a critiqué le défi en 2018 après que des partisans aient envoyé des menaces au compte Twitter de xHamster.